# بيتزا إيرانية
البيتزا الإيرانية تُعرف أيضًا باسم البيتزا الفارسية  تشير إلى الأنماط المختلفة للبيتزا وتحضيرها بدلاً من الإضافات الخاصة بها. تتميز بخبزها السميك وكميات كبيرة من الجبن. يتم تقديم البيتزا الإيرانية في إيران والأماكن التي يتواجد فيها الشتات الإيراني. يتم تحضيرها عادة باللحم المفروم، وسجق اللحم البقري، والفلفل الحلو، والفطر، وجبن الموزاريلا، والتوابل الفارسية.

## تاريخ
في القرن السادس قبل الميلاد، كان الجنود الفرس الذين يخدمون تحت قيادة داريوس الكبير يخبزون الخبز المسطح بالجبن والتمر فوق دروعهم القتالية.

## مكوناتها
تتمتع البيتزا الفارسية بطعم فريد بسبب تنوع المكونات المستخدمة فيها. يمكن أن تحتوي البيتزا الإيرانية او الفارسية على قاعدة سميكة أو رقيقة. الإصدارات الرقيقة هي تقليد للبيتزا الرومانية مع عدد أقل من الإضافات. مع ذلك، فإن السمة الرئيسية للبيتزا الفارسية التقليدية هي وفرة الإضافات التي تشمل عادة مزيجًا من أنواع مختلفة من اللحوم والنقانق واللحوم الباردة والخضروات (وخاصة الفلفل الحلو والفطر والبصل الأبيض) مغطاة بطبقة سميكة من بانير بيتزا (جبن البيتزا) والتي عادة ما يتم دهنها على عجينة مصنوعة يدويًا بسماكة متوسطة.
يقدم كل مطعم بيتزا فارسي تقريبًا أصناف البيتزا الفارسية الرئيسية: بيتزا المخلوط (مزيج: لحم مفروم، أنواع مختلفة من النقانق، الفطر، الفلفل الحلو والبصل) وبيتزا المخصوص (خاص: نفس مكونات المخلوط ولكن بدون لحم مفروم). في الآونة الأخيرة أصبحت أنواع البيتزا الدجاج (مثل الدجاج بالبيستو، والدجاج المشوي) والبيتزا النباتية (الفلفل الحلو، والفطر، والذرة، والطماطم، وما إلى ذلك) شائعة. التوابل الرئيسية المستخدمة في البيتزا على الطريقة الفارسية هي الأوريجانو، مسحوق الفلفل الأحمر، الفلفل الأسود، ومسحوق الثوم المجفف. بعض مطاعم البيتزا في طهران تقدم البيتزا الإيرانية بدون صلصة الطماطم. في هذه الحالة، وعلى عكس مطاعم البيتزا الإيطالية، يُستخدم الكاتشب على نطاق واسع كأحد التوابل الأساسية.